# Synagogue de Wołpa (1643-1941)

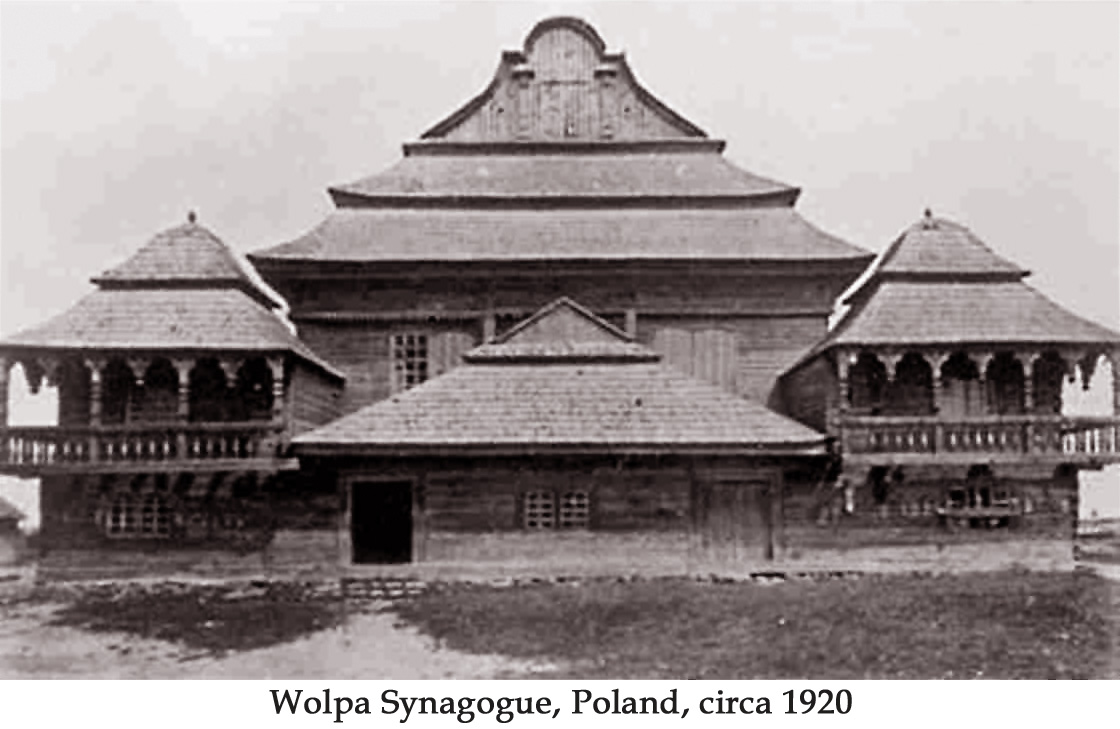
Synagogue de Wołpa vers 1920, (Deuxième République de Pologne).

La synagogue de Wołpa était une synagogue en bois réputée pour sa beauté et considérée comme un chef-d'œuvre de l'architecture en bois. Elle a été détruite lors de l'invasion de la partie est de la Pologne par les troupes nazis en 1941.
La ville de Wołpa (écrit alternativement:  Wolpa, Volpe, Wolpe, Wolp, Woupa ou Voupa), située à environ 43 kilomètres à l'est de Białystok et à 48 km au sud-est de Grodno, faisait partie de la Pologne avant la Seconde Guerre mondiale, et est maintenant en Biélorussie.  La ville compte actuellement un peu moins de 2 000 habitants.

## Histoire de la communauté juive de Wołpa

### Avant la Seconde Guerre mondiale
La région de Wołpa a alternativement fait partie de la Lituanie, de la Pologne et de la Russie, et fait maintenant partie depuis 1990 de la République de Biélorussie.
On connait peu de chose de l'origine de la communauté juive de Wołpa. On sait qu'au XVIe siècle, le prince Holshinsky fait construire une église à Wołpa et qu'il encourage les Juifs à s'établir en ville afin d'encourager le commerce et l'artisanat.
En 1656, les Suédois envahissent le village et mettent le feu à la plupart des habitations juives, mais épargnent la synagogue en bois. En 1781, le gouvernement polonais déclare la synagogue comme Monument artistique. À la fin du XVIIIe siècle, la région où est située Wołpa est annexée à l'Empire russe, qui laisse les Juifs s'autogouverner.
Au XIXe siècle, aucune ligne de chemin de fer n'est construite passant à proximité de Wołpa et le village végète, restant principalement tourné vers l'agriculture. La majorité des Juifs vivent de la culture de légumes, de fruits et du tabac sur des terres qu'ils louent à des non-Juifs. Les autres sont soit commerçants soit artisans. En 1887, la population de la ville est de 2 027 habitants dont environ 50 pour cent de Juifs. La plupart des 25 commerces de la ville sont tenus par des Juifs.
La communauté gère une école élémentaire (Heder et Talmud Torah) et deux lycées (Bet Midrash). Le rabbin suit la tradition hassidique du rabbin de Mézéritch.
Lors de la Première Guerre mondiale, Wołpa est occupé par les Allemands et doit faire face à une pénurie alimentaire. Après la guerre, en raison des discriminations dues à un fort antisémitisme latent parmi la population locale, et aux taxes élevées imposées aux Juifs, leur situation se dégrade fortement. Le gouvernement nationalise la culture du tabac en établissant un monopole d'État, et ceux qui vivaient de cette culture sont forcés de se reconvertir vers d'autres cultures. De nombreux Juifs décident alors d'émigrer vers les États-Unis, l'Amérique du Sud ou la Palestine. 
La majorité des Juifs de Wołpa dans les années 1930 sont des Juifs pratiquants, observant les règles religieuses. Ils ont pour chef spirituel le rabbin Mordechai Segal. Bien que l'école juive ne soit pas financée par le gouvernement, la plupart des enfants juifs suivent ses cours. Certains iront après à l'école publique polonaise, et d'autres au lycée juif de Grodno ou de Bialystok, les villes voisines.
Les mouvements sionistes, tels que l'Hachomer Hatzaïr, le Betar ou  l'HaChalutz, sont bien implantés et envoient plusieurs jeunes en Palestine.

### La Seconde Guerre mondiale
Le 17 septembre 1939, conformément au pacte germano-soviétique, la Russie envahit l'est de la Pologne. Les Russes occupent Wołpa, mais pour les Juifs, la vie au jour le jour ne change guère.
Le 25 juin 1941, trois jours après le déclenchement de l'opération Barbarossa, les Allemands bombardent Wołpa. La plupart des maisons en bois habitées par des Juifs, ainsi que la fameuse synagogue en bois sont détruites par le feu. 
Début juillet, dès leur arrivée, les Allemands édictent de nouvelles lois rendant la situation de la population juive plus précaire. Les Juifs n'ont pas le droit de réparer ou reconstruire leurs maisons détruites, et doivent vivre dans des abris. Un Judenrat (conseil juif) est institué par les Allemands qui mettent à sa tête Fishel Robinson. Il est chargé d'organiser la vie des Juifs et de préparer la liste des travailleurs qui devront travailler pour les Allemands.
Le 2 novembre 1942, les Juifs reçoivent l'ordre de se rassembler au milieu du village avec leurs effets personnels. Après avoir laissé sur place leurs affaires, ils sont forcés de marcher jusqu'à  Wolkowysk, une ville voisine, où ils sont regroupés avec 2 000 autres Juifs des environs. Soixante-six vieillards et handicapés qui ne peuvent pas marcher, ainsi que le rabbin Segal, sont amenés au cimetière où ils sont fusillés et enterrés dans une fosse commune.
En décembre 1942, la plupart des Juifs rassemblés à Wolkowysk sont transférés au camp d'extermination de Treblinka où ils sont gazés. Parmi eux environ 900 personnes de Wołpa. Une seule personne, Itzhak Vodovoz, réussit à s'échapper du wagon transportant les corps au cimetière et à rejoindre les partisans soviétiques dans les bois de Klabaniza, puis l'Armée rouge avec laquelle il combat à Stalingrad où il reçoit plusieurs médailles. Après la guerre en 1948, il s'installe en Israël. D'autres Juifs de Wołpa réussissent aussi à s'enfuir des camps, mais sont repris par les paysans qui les remettent aux Allemands.

## La synagogue

### Historique
Une légende raconte: « qu'un jour, un prince polonais voyageait avec son fils, et que son fils tomba gravement malade alors qu'ils se trouvaient dans les environs de Wołpa. Les Juifs de la ville le soignèrent et prièrent pour son rétablissement. Quand il guérit, le prince en fut si content qu'il donna une importante somme d'argent à la communauté, ce qui permit de bâtir une belle synagogue. »
La synagogue de Wołpa est construite en 1643 et son toit rénové en 1798. Elle n'a fait l'objet que de modifications mineures au cours du temps, jusqu'à sa destruction lors de l'invasion allemande pendant la Seconde Guerre mondiale.  En 1929, le bâtiment est enregistré comme Monument polonais de la Culture.
La synagogue remplissait un rôle non seulement religieux mais aussi social pour la communauté juive. On y priait, mais on y discutait aussi des affaires concernant la communauté, on jugeait les coupables, on y enseignait et on y étudiait la Torah.

### Architecture

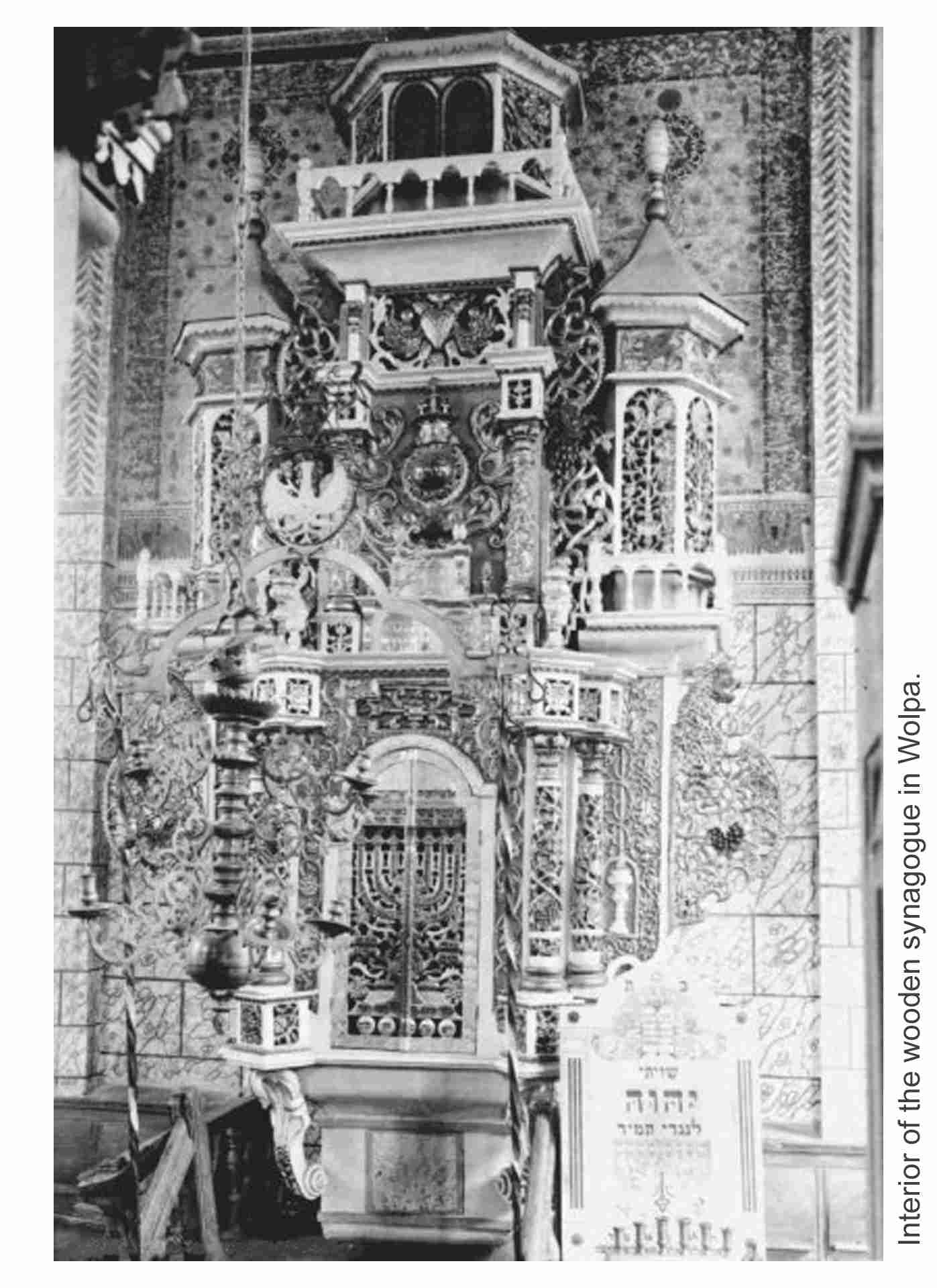
L'Arche sainte

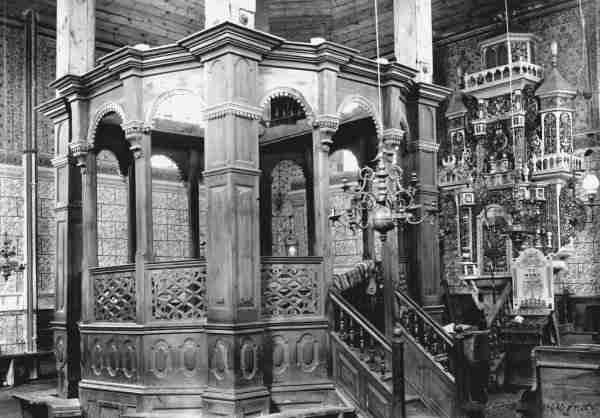
La Bimah

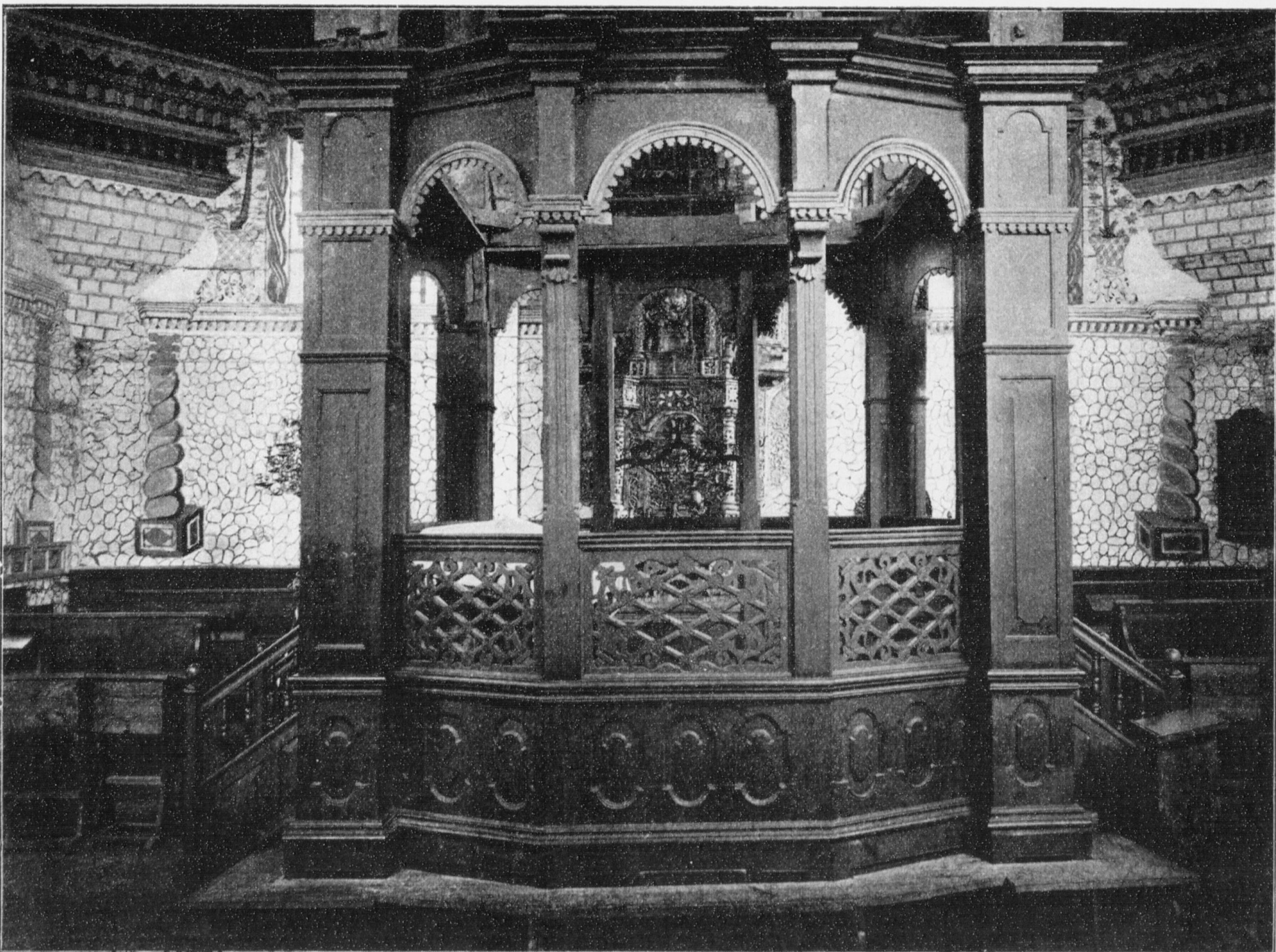
La Bimah

Les Juifs polonais ont développé, dans le courant du XVIe et XVIIe, leur méthode de construction de leur synagogue en bois. Le bois est le matériau de construction le plus utilisé dans tous les villages et petites bourgades, et souvent la majorité des maisons des Juifs et des non-Juifs, ainsi que les principaux monuments publics et certaines églises sont en bois. Les Chrétiens étant autorisés de construire leurs lieux de prière en briques et pierres, les églises de la taille de la synagogue de Wołpa étaient rarement en bois. Pour les synagogues les plus importantes, les toits sont à multipentes avec des dômes multiples, des galeries, des balcons et des arches en bois et la bimah (autel) en bois située au milieu de la synagogue.
La synagogue de Wołpa, de par ses dimensions, 20 mètres par 24 mètres et 24 mètres de haut, était certainement une des plus remarquables de Pologne. Le hall principal mesurait 13 mètres par 12,8 mètres, avec un plafond vouté, décrit par les historiens d'art Maria et Kazimierz Piechotka comme étant " le plus grandiose de tous les plafonds en bois connus". Les murs de la grande salle s'élevaient à 7,2 mètres de hauteur. Les voûtes sous le toit à trois pentes, s'élevaient jusqu'à quatorze mètres de hauteur. Chaque niveau était réalisé en plusieurs sections courbes façonnées en panneau de bois afin de former un élégant dôme étagé et voûté.
Le plafond voûté était supporté par quatre colonnes en bois qui entouraient  la bimah et par des fermes dans le toit. On accédait à la Bimah richement sculptée, légèrement surélevée par un petit escalier en bois. L'Arche sainte, située sur le mur est, en bois sculpté peint, s'élevait sur trois niveaux avec une abondance de motifs, des colonnades, des menorahs, des vases, des guirlandes de fleurs en bas-reliefs, des tours, les Tables de la Loi, et un aigle.
Au début du XIXe siècle, le plafond voûté était peint en couleur saphir foncé, parsemé d'étoiles dorées chatoyantes. Les murs étaient peints en trompe-l'œil naïf afin de ressembler à ceux de bâtiments classiques en maçonnerie. En effet, les communautés juives polonaises se voyaient régulièrement interdire de construire en dur.
La partie réservée aux femmes se situait de chaque côté de la salle de prière. La synagogue n'était utilisée tous les jours que pendant la période estivale, car elle ne possédait pas de poêle. L'hiver elle n'était ouverte que le chabbat, et le peu de personnes qui assistaient à l'office, n'avaient qu'une hâte, c'était de rentrer chez eux pour se réchauffer.